# Międzynarodowe Bractwo Kierowców
Międzynarodowe Bractwo Kierowców (ang. International Brotherhood of Teamsters, IBT), często określana jako Teamsters – związek zawodowy działający w Stanach Zjednoczonych i Kanadzie.
Związek powstał w 1903 w wyniku połączenia Team Drivers International Union i Teamsters National Union, obecnie reprezentuje zróżnicowaną grupę pracowników fizycznych i umysłowych w sektorze publicznym i prywatnym, liczącą około 1,3 miliona osób w 2015.

## Historia
Amerykańska Federacja Pracy (AFL) pomagała w tworzeniu lokalnych związków zawodowych kierowców zaprzęgów od 1887. W listopadzie 1898 roku AFL zorganizowała Team Drivers' International Union (TDIU). W 1901 grupa kierowców zaprzęgów w Chicago w stanie Illinois oderwała się od TDIU i utworzyła Teamsters National Union. W przeciwieństwie do TDIU, który zezwalał na członkostwo dużym pracodawcom, nowy Teamsters National Union zezwalał na członkostwo tylko pracownikom, pomocnikom kierowców ciężarówek i właścicielom-operatorom posiadającym jeden zespół, a także bardziej agresywnie niż TDIU opowiadał się za wyższymi płacami i krótszymi godzinami pracy.
Mając ponad 28 000 członków w 47 oddziałach lokalnych, jego prezes, Albert Young, złożył wniosek o członkostwo w AFL. AFL poprosiło TDIU o połączenie się ze związkiem Younga w celu utworzenia nowego związku afiliowanego przy AFL. Obie grupy uczyniły to w 1903, tworząc Międzynarodowe Bractwo Kierowców (IBT) i wybierając Corneliusa Sheę na pierwszego prezesa. Proces wyborczy okazał się burzliwy. Shea skutecznie kontrolował konwencję, ponieważ lokalni mieszkańcy Chicago — reprezentujący prawie połowę członków IBT — poparli jego kandydaturę en bloc. Shea miał opór ze strony Johna Sheridana, prezesa Ice Drivers' Union of Chicago. Sheridan i George Innes, prezes TDIU, oskarżyli Sheę o defraudację, próbując w ten sposób zapobiec jego wyborowi. Mimo tego Shea wygrał wybory 8 sierpnia 1903 stosunkiem głosów 605 do 480. Nowa grupa wybrała Edwarda L. Turleya z Chicago na sekretarza-skarbnika i Alberta Younga na generalnego organizatora.
25 lipca 2005 IBT wystąpił z centrali związkowej AFL–CIO i został członkiem założycielem nowej federacji związków zawodowych Change to Win Federation (CtW).
4 października 2021 Seana O'Brien wygrała wybory na prezesa IBT. Został zaprzysiężony 22 marca 2022 w siedzibie głównej w Waszyngtonie. W dniu rozpoczęcia swojej administracji O'Brien zwolnił ponad 80 pracowników w siedzibie związku. Przy tym nie zaoferował żadnej odprawy ani rozszerzenia świadczeń zwolnionym osobom. IBT obecnie stoi w obliczu zarzutów przed Krajową Radą ds. Stosunków Pracy w związku ze zwolnieniami. Od 10 listopada 2022 związek zawodowy był zobowiązany do wypłaty uprawnionym zwolnionym pracownikom kwoty ponad 175 000 dolarów w ramach ugody z Biurem Prokuratora Generalnego Dystryktu Kolumbii za naruszenie Kodeksu Dystryktu Kolumbii 32-1303.
IBT przekazuje coroczną składkę na rzecz Friends of Sinn Féin — amerykańskiej organizacji charytatywnej irlandzkiej partii republikańskiej Sinn Féin.